# 아자와드 아랍 운동
아자와드 아랍 운동(الحركة العربية الأزوادية, Mouvement arabe de l’Azawad; MAA)는 아자와드에서 활동 중인 아랍인 단체로 원래는 아자와드 해방독립운동(Front de libération nationale de l'Azawad; FLNA)이라는 이름으로 알려져 있었다. 2012년 초에 설립된 이래로, 아자와드 아랍 운동은 비테러 조직으로 이들의 목표를 북부 말리 내 아랍 민족의 이익을 지키기 위함이라고 설명했다. 이 단체는 마약 밀매 및 조직 범죄, 테러리즘에 맞서 프랑스와 협력하겠다고 밝혔다. 이 단체는 부차적으로 북부 말리에 자치권을 부여하는 것을 요구하고 있다.

## 역사
2012년 초 아자와드 민족해방운동으로 창설된 단체가 아자와드 아랍 운동이다. 이들은 팀북투를 방어하기 위해 조직된 아랍 무장단체 군인들로 구성되어 있었다. 이들은 안사르 디네와 아자와드 민족해방운동에 맞서 도시를 지키려 했다. 새로운 단체는 아자와드가 말리에서 독립하는 것괴 샤리아 율법을 지역 내에 강요하는 것을 모두 반대했다. 팀북투가 2012년 4월 1일 반군의 손에 함락된 이후 아자와드 해방독립운동이 4월 27일 일시적으로 도시를 점령했으나 알카에다 이슬람 마그레브 지부의 수장 압델하미드 아부 제이드가 이곳을 떠나라고 명령한 이후 이들은 도시를 버렸다.
FLNA는 초기에 아랍 베라비체 공동체에서 지지를 확보하는데 어려움을 겪었다. 북부 말리에서 마약 밀무역에 개입되어 지도자들은 공격받았고 지역 내 폭력을 조장했다는 이유로 국제 사회의 비난을 받기도 했다. 팀북투 점령 당시 이들은 알카에다 이슬람 마그레브 지부를 도왔다는 의혹에 휩싸이기도 했다. 북부 말리에서 이러한 상황에도 불구하고 FLNA는 작전을 이어갔으며 MNLA와 이슬람 원리주의자들과 독립적으로 활동했고 이름을 아자와드 아랍 운동으로 바꾸었다.
2012년 12월, 아자와드 아랍 운동은 투아레그 MNLA과 좋은 관계를 유지했으며, 다음 해에 두 단체는 서로 공개적으로 적대적인 상황이 되었다. 2013년 2월 아자와드 아랍 우농은 카릴리 전투에서 MNLA를 공격했다. MNLA 병사들은 아랍 병사들의 차량을 탈취하고 상점들을 약탈했으며 여자들을 성희롱했다고 비난받았다. 2월 24일 프랑스 공군이 아자와드 아랍 운동을 향해 공격을 가했다.
2013년 4월 초, 아자와드 아랍 운동은 아자와드 내 다양한 아랍 단체들의 지도자를 하나로 모으는 회담에 참여했다. 모리타니 수도 누악쇼트에서 개최되었고 아자와드 통합 및 발전을 위한 아랍 운동 및 이사회라는 새로운 단체의 탄생을 끝으로 종결되었다. 이 단체는 역내 모든 아랍 공동체들의 이익을 대표하는 임무를 맡았다. 아자와드 아랍 운동의 지도자는 이 이사회의 회원으로 임명되었다.

아자와드 아랍 운동이 쓰는 깃발.

2013년 4월 21일, 아자와드 아랍 운동은 팀북투에서 북쪽으로 약 50km 떨어진 베르를 점령했다. 아랍 전투원들이 5월 5일 마을로 복귀했다. 이들은 상점과 민가를 약탈한 후 떠났다. 아자와드 아랍 운동은 이 사건에 대해 책임을 부인했고, 약탈자들이 자신들의 명령을
따르지 않았다고 주장했다. 5월 17일, 아자와드 아랍 운동은 아네피프에 진입했다고 보고했다. 프랑스군의 개입 이후 다음 날 아자와드 아랍 운동은 이 지역을 떠나야 했다. MNLA는 이 사건들을 거부했으며 아네피프에 진입한 전투원들은 서아프리카 지하드 통일운동의 회원들이었다고 보았다.
시디 브라 힘 울드시다 트가 2021년 4월 13일 바마코에서 암살당했다.

## 같이 보기
- 아자와드
- 아자와드 민족해방운동
- 안사르 디네
- 아자와드 독립선언